# Marie no Atelier: Salburg no renkindzsucusi
A Marie no Atelier: Salburg no renkindzsucusi (マリーのアトリエ ～ザールブルグの錬金術士～; Hepburn: Marī no Atorie: Zāruburugu no Renkinjutsushi, ’Atelier Marie: Salburg alkimistája’) egy szerepjáték, az Atelier videójáték-sorozat és annak Salburg alsorozatának első tagja, melyet a Gust fejlesztett és jelentett meg PlayStation konzolra. A játék eredetileg 1997. május 23-án jelent meg PlayStationre, kizárólag Japánban. Az eredeti kiadást egy feljavított Sega Saturn-port követett 1997. december 11-én, a Saturn-verzió újdonságait később visszaportolták PlayStationre az 1998. június 4-én megjelent Marie no Atelier Plus képében. A Plus-változat 2000. április 28-án Windows 95 platformra is megjelent az Imagineer portolásában, illetve 2007. december 26-án a PlayStation Network kínálatába is felkerült.

## Cselekmény
A játék Salburg királyságában játszódik, főszereplője Marlone, aki a Salburg Királysági Boszorkány- és Varázslóképző Iskola diákja. Marlone alkímiát tanul az akadémián, viszont az iskola történelmének legtehetségtelenebb diákja. Ingrid, Marlone tanára megengedi a lánynak, hogy megnyissa saját műhelyét, hogy az iskolai órákon kívül is az alkímiát gyakorolhassa. Marlone-nak öt éve van rá, hogy egy olyan tárgyat szintetizáljon, ami elnyeri Ingrid tetszését, s így lediplomázzon.

## Szereplők
Marie / Marlone (マリー / マルローネ)
Szinkronhangja: Ikezava Haruna  (japán)
A játék 19 éves főszereplője, a Salburg Akadémia valaha volt legrosszabban teljesítő diákja.
Schia Donnerstage (シア・ドナースターク)
Szinkronhangja: Ószava Cumugi  (japán)
Marie 19 éves legjobb barátnője, aki jómódú családból származik. Magasabb rangja ellenére mindenkit egyformán kezel. Rossz egészségi állapota miatt gyenge, s a játék folyamán súlyos beteg lesz.
Kreis Kuhl (クライス・キュール)
Szinkronhangja: Kojaszu Takehito  (japán)
17 éves alkimistatanonc, aki Marie-vel egy évfolyamba jár az Akadémián. Osztálya egyik legtehetségesebb diákja, aki nem rest ezt mindenki orra alá dörgölni. Ugyan kezdetben Marie-vel szemben is durva és sértegető, azonban bármikor fel lehet fogadni.
Ruven Filnir (ルーウェン・フィルニール)
Szinkronhangja: Koszugi Dzsúróta  (japán)
17 éves kalandor, aki a szüleit próbálja felkutatni, akiktől a Shigsal és Domhaid királyságok közötti háborúban szakadt el. Ő az első kalandor, akit Marie felbérelhet. A játék vége felé elhagyja Salburgot, mivel új nyomra bukkant szülei hollétét illetően.
Hallesch Sleiman (ハレッシュ・スレイマン)
Szinkronhangja: Koszugi Dzsúróta  (japán)
23 éves kalandor, aki lovag szeretne lenni, azonban nem érzi magát elég erősnek ezen pozíció betöltéséhez. Fegyvere egy lándzsa. Flea Schenkbe, a helyi kocsma tulajdonosának lányába szerelmes. A lány apja helyteleníti a kapcsolatukat, így Hallesch megszökteti a szerelmét.
My Sextans (ミュー・セクスタンス)
Szinkronhangja: Ószava Cumugi  (japán)
20 éves kalandor a királyság déli részéről. Vidám személyiségű, akinek gyakran meggyűlik a baja a salburgi hidegekkel. Miután Marie elhagyja Salburgot az akadémiai diplomája után, My is otthagyja a királyságot.
Enderk Jad (エンデルク・ヤード)
Szinkronhangja: Koszugi Dzsúróta  (japán)
A királyi őrség 23 éves parancsnoka, akire az egész királyság legerősebb lovagjaként tekintenek. Marie csak akkor fogadhatja fel, ha a hírneve elég nagy.
Kirielich Fagnah (キリー / キルエリッヒ・ファグナー)
Szinkronhangja: Szaszaki Run  (japán)
23 éves kalandor, közismert nevén Akabara no Kirie (紅薔薇のキリー, ’Vörös rózsa Kirie’). Az emberi és a démoni világ között született, célja, hogy legyőzze az Airfolk-torony démonát. A szörnyeteg legyőzése után eltűnik.
Kugel Richter (クーゲル・リヒター)
Szinkronhangja: Tacsiki Fumihiko  (japán)
45 éves kalandor, a királyi őrség egykori tagja. Kugel valójában Dio Schenk bátyja, azonban miután összekaptak Kugel megváltoztatta a vezetéknevét és mindenféle kapcsolatot megszakított a családjával. Marie-nek hála Kugel kibékül családjával, majd Dio és Flea kocsmájában vállal munkát.
Schwalbe Satz (シュワルベ・ザッツ)
Szinkronhangja: Kojaszu Takehito  (japán)
22 éves banditavezér. Miután Marie legyőzi a banditákat a rejtekhelyükön, a Meyer-barlangban, Schwalbe kalandornak áll.
Dim Himmel / Natalie Kohdelia (怪盗デアヒメル / ナタリエ・コーデリア)
Szinkronhangja: Szaszaki Run  (japán)
16 éves tolvaj, aki miután Marie elfogta kalandornak áll.
Ingrid (イングリド)
Szinkronhangja: Ószava Cumugi  (japán)
Az Akadémia egyik tanára, kifejezetten tehetséges alkimista.
Bukija no ojadzsi (武器屋の親父, ’A fegyverboltok atyja’)
Szinkronhangja: Tacsiki Fumihiko  (japán)
Egykori kalandor, aki kalandozásai után kovácsműhelyt nyitott.
Dio Schenk (ディオ・シェンク)
Szinkronhangja: Tacsiki Fumihiko  (japán)
Egykori kalandor, a helyi kocsma tulajdonosa, amit lányával, Fleával közösen vezet. Bátyja Kugel, akivel régebben összevesztek, majd megszakítottak minden kapcsolatot.
Flea Schenk (フレア・シェンク)
Szinkronhangja: Kingecu Mami  (japán)
A helyi kocsma kiszolgálója, Dio lánya.
Aula Kuhl (アウラ・キュール)
Szinkronhangja: Kingecu Mami  (japán)
Kreis nővére, aki az Akadémia boltját vezeti.
Bredolf Schigsal (ブレドルフ・シグザール)
Szinkronhangja: Kojaszu Takehito  (japán)
Schigsal Királyság hercege, Wind fia, aki gyakran oson ki a várból a városba, ahol Marie-vel többször is összefut.
Wind Schigsal (ヴィント・シグザール)
Szinkronhangja: Muramacu Jaszuo  (japán)
A Schigsal Királyság nyolcadik királya.
Drnie (ドルニエ)
Szinkronhangja: Muramacu Jaszuo  (japán)
Az Akadémia feje, aki Ingridhez hasonlóan egy másik kontinensről, El Badorról származik, így szemei különböző színűek.
Jószeizoku csóró (妖精族長老, ’A tündértörzs legidősebbike’)
A tündérek vezetője, aki magánál Salburgnál is idősebb.

## Változatok
A Marie no Atelier számos platformon jelent meg, legtöbb portja valamilyen kis frissítést is felmutatott. A játék Sega Saturn-változata, a V.1.3 egy új megnyerést, illetve számos kisebb eseményt és minijátékot is kapott. A Saturn-verzió egyik egyedi funkciója a konzol belső órájának támogatása, amely lehetőséget biztosított arra, hogy Marlone megjegyzéseket fűzzön a játékosnak, ha az késő estig, ünnepnapokon vagy éppen a születésnapján játszik a játékkal. A játék PlayStationre megjelent Plus-változata tartalmazza a V.1.3 összes újdonságát leszámítva a belső óra funkciót, mivel a PlayStation nem rendelkezik ilyennel. A Plus-verzió egyetlen újdonsága a DualShock-támogatása volt.
A játék a folytatásával, az Elie no Atelierrel egybecsomagolva Dreamcastra is megjelent 2001. november 15-én. A játék első nyomott példányain a lemezen található egyik képernyővédő a Kriz számítógépes vírussal volt fertőzött, ami ugyan a Dreamcastra nem volt semmiféle hatással, azonban egy Windows alapú személyi számítógépen megnyitva megpróbálja törölni a CMOS-beállításokat és a BIOS-chippet is, illetve a helyi és hálózati merevlemezek összes fájlját is megpróbálja felülírni. A játékot a kiadója, a Kool Kizz visszahívta. 2005. október 27-én PlayStation 2-re is megjelent a gyűjtemény.
| Megjelenés         | Cím | Platform       | Megjegyzések |
| ------------------ | --- | -------------- | --- |
| 1997. május 23.    | Marie no Atelier: Salburg no renkindzsucusi (マリーのアトリエ 〜ザールブルグの錬金術士〜)                       | PlayStation    | |
| 1997. december 11. | Marie no Atelier: Salburg no renkindzsucusi Ver.1.3 (マリーのアトリエ 〜ザールブルグの錬金術士Ver.1.3〜)        | Sega Saturn    | |
| 1998. június 4.    | Marie no Atelier Plus: Salburg no renkindzsucusi (マリーのアトリエPlus 〜ザールブルグの錬金術士〜)              | PlayStation    | A Sega Saturn-változat visszaportolása                                                                                                |
| 2000. április 28.  | Marie no Atelier Plus: Salburg no renkindzsucusi (マリーのアトリエPlus 〜ザールブルグの錬金術士〜)              | Windows 95     | Az Imagineer portolta át. Az Elie no Atelier Windows-portjával egy napon jelent meg.                                                  |
| 2001. november 15. | Marie & Elie no Atelier: Salburg no renkindzsucusi 1–2 (マリー&エリーのアトリエ 〜ザールブルグの錬金術士1・2〜) | Dreamcast      | Az Elie no Atelierrel egy lemezen. |
| 2005. október 27.  | Marie+Elie no Atelier: Salburg no renkindzsucusi 1–2 (マリー+エリーのアトリエ 〜ザールブルグの錬金術士1・2〜)   | PlayStation 2  | Az Elie no Atelierrel egy lemezen. |
| 2007. december 26. | Marie no Atelier Plus: Salburg no renkindzsucusi (マリーのアトリエPlus 〜ザールブルグの錬金術士〜)              | PSOne Classics | A játék Plus-verziójának Game Archives-változata, amely PlayStation 3, PlayStation Portable és PlayStation Vita konzolokon játszható. |

## Fogadtatás
A japán Famicú magazin tesztelői összesítve 36/40-es ponttal díjazták a játék eredeti, PlayStationös verzióját, ezzel a Marie a magazinnál legjobb pontszámot elért Atelier-játék lett a 2013-ban megjelent Atelier Escha & Logy-val együtt. A játék Plus-változata 34/40-es pontszámot kapott a magazintól.
A játék PlayStation-kiadásából a megjelenésének évében 212 307 példányt adtak el Japánban, ezzel az év ötvenharmadik legkelendőbb játéka volt.